# 臧質
臧 質（ぞう しつ、隆安4年（400年）- 孝建元年6月3日（454年7月13日））は、南朝宋の軍人。字は含文。本貫は東莞郡莒県。

## 経歴
臧熹の子として生まれた。若くして鷹や犬を好み、双六博打を得意とした。20歳にならないうちに、劉義符の下で世子中軍行参軍をつとめた。永初元年（420年）、員外散騎侍郎となった。母が死去したため、臧質は辞職して喪に服した。元嘉初年、喪が明けると、臧質は江夏王劉義恭の下で撫軍参軍をつとめた。その軽薄さが文帝に知られて、給事中として建康に召還された。会稽宣長公主の進言により、臧質は建平郡太守として出向した。南蛮校尉の劉湛が帰朝すると、良太守として報告された。寧遠将軍・歴陽郡太守に転じた。竟陵内史や江夏内史を歴任した。さらに建武将軍・巴東建平二郡太守となった。
30歳を越えると、郡太守を歴任して、史書を読みこなし、書簡を書くのが早くなり、軍事に関する発言を好むようになった。文帝は臧質に益州の事務を代行させようとしたが、その人事は発効しなかった。元嘉18年（441年）10月、臧質は建康に召還されて、使持節・都督徐兗二州諸軍事・寧遠将軍・徐兗二州刺史に任じられた。濫費のために御史の糾弾を受けたが、大赦に遇った。范曄や徐湛之らと仲が良く、元嘉22年（445年）に范曄が劉義康の擁立を図った際には、臧質は范曄と同心していたが、たまたま范曄が処断されたときに建威将軍・義興郡太守として出ていたため、処罰を免れた。元嘉26年（449年）、丹徒で文帝の朝見を受け、何勗や檀和之らとともに功臣の子として、上礼を受けることとなった。
元嘉27年（450年）春、南譙王劉義宣の下で司空司馬・寧朔将軍・南平内史となった。任につかないうちに、北魏の太武帝が汝南を包囲したため、臧質は文帝の命を受けて寿陽におもむき、現地の軍を率いて安蛮司馬劉康祖らとともに汝南の救援に赴いた。魏軍が退却すると、臧質は汝南西境の刀壁などの少数民族を撃破した。太子左衛率に任じられたが、以前の罪を問われて免官された。ときに文帝が北伐の軍を起こしたため、臧質は無官のまま王方回らとともに許昌・洛陽方面に進出した。王玄謨が滑台を攻撃して落とせなかったため、臧質は代わって将軍とするよう志願したが、文帝は許さなかった。
魏軍が徐州・豫州に進出し、太武帝が数十万の兵を率いて彭城に向かうと、臧質は輔国将軍・仮節となり、1万人を率いて徐州の救援に向かった。盱眙に到着すると、太武帝はすでに淮水を渡っており、臧質は盱眙郡太守の沈璞とともに盱眙の防衛にあたった。元嘉28年（451年）1月、太武帝は広陵から北帰しようと、盱眙を総攻撃した。臧質は沈璞とともに奮戦し、北魏の高涼王拓跋那を射殺するなど、魏軍に消耗を強いた。2月、魏軍は包囲を解いて退却した。3月、臧質は功績により使持節・監雍梁南北秦四州諸軍事・冠軍将軍・寧蛮校尉・雍州刺史となり、開国子に封じられた。元嘉29年（452年）、文帝は再びの北伐を計画して、臧質に潼関へ向かわせようとした。しかし臧質は近郊に兵をとどめて出立しなかった。臧質は国庫の銭6、700万を散財した罪により、御史の糾弾を受けたが、文帝は罪を問わなかった。
元嘉30年（453年）、劉劭が文帝を殺害して帝を称すると、臧質は丹陽尹となり、征虜将軍の号を加えられた。臧質の門生の師顗が文帝死去の事情を臧質に報告するとその情報を劉義宣に伝え、さらに雍州祭酒従事の田穎起を派遣して武陵王劉駿に報告した。臧質は劉劭を打倒すべく5000の兵を集めて、陽口から江陵に進出した。臧質の諸子は建康にいたが、臧質が起兵したと聞くと、そろって逃亡した。臧質は劉駿のいる尋陽におもむき、征北将軍の号を受け、劉駿の軍とともに東下した。劉駿（孝武帝）が新亭で即位すると、都督江州諸軍事・車騎将軍・開府儀同三司・江州刺史となり、散騎常侍の位を加えられた。臧質は広莫門から建康に入り、薛安都や程天祚らは南掖門から入城して、太極殿で合流して劉劭を生け捕りにし朝堂の留守をつとめ、始興郡公に封じられた。
ときに南郡王劉義宣は孝武帝から受ける処遇に不満を高め、臧質や魯爽と相談して孝建元年（454年）秋を期して挙兵する計画を立てた。しかし魯爽が酒に酔って計画にそむき、2月に兵を起こした。劉義宣と臧質はやむなく挙兵したが、薛安都・垣護之らに敗れて尋陽に退却し、臧質は妓妾を連れて西に逃亡した。臧質の妹の夫の羊沖が武昌郡にいたため、これを頼ろうとしたが、到着すると羊沖はすでに郡丞の胡庇之に殺害されていた。南湖に入って逃げ隠れ、蓮を摘んで飢えをしのいだ。追っ手の兵がやってくると、荷で頭を覆い、水中に沈んで隠れた。しかし鼻を出していたため、軍主の鄭倶児に発見され、矢に射貫かれた。水中で兵の乱刃が加えられたため、その胃腸は水草にまみれた。隊主の裘応が臧質の首級を斬って、建康に伝えた。享年は55。王莽の例に倣って、首級には漆が塗られ、武庫にしまわれた。

## 子女
- 臧敦（征虜将軍・雍州刺史）
- 臧敷（司徒属）
- 臧敞（太子洗馬）
- 臧斁

## 伝記資料
- 『宋書』巻74 列伝第34
- 『南史』巻18 列伝第8